# Relictocera
Genre
Relictocera est un genre d'araignées aranéomorphes de la famille des Psilodercidae.

## Distribution
Les espèces de ce genre se rencontrent au Viêt Nam et en Thaïlande.

## Liste des espèces
Selon World Spider Catalog (version 20.0, 11/07/2019) :
- Relictocera mus (Deeleman-Reinhold, 1995)
- Relictocera qianzi Li & Li, 2019
- Relictocera qiyi Li & Li, 2017
- Relictocera sigen Li & Li, 2019
- Relictocera wugen Li & Li, 2019

## Publication originale
- Liu, Li, Li & Zheng, 2017 : Five new genera of the subfamily Psilodercinae (Araneae: Ochyroceratidae) from Southeast Asia. Zoological Systematics vol. 42, no 4, p. 395-417.